# Colruyt Group
Colruyt Group NV is een Belgische retailgroep die in 1928 werd opgericht door Franz Colruyt en intussen actief is in België, Luxemburg en Frankrijk.
Het is een familiebedrijf dat zich ontwikkeld heeft tot een multinationale groep, gericht op de detailhandel en bijhorende activiteiten. De investeringsmaatschappij van de familie Colruyt is de Korys NV. De familie en Korys hebben bijna 70% van de aandelen in handen.

## Commerciële activiteiten

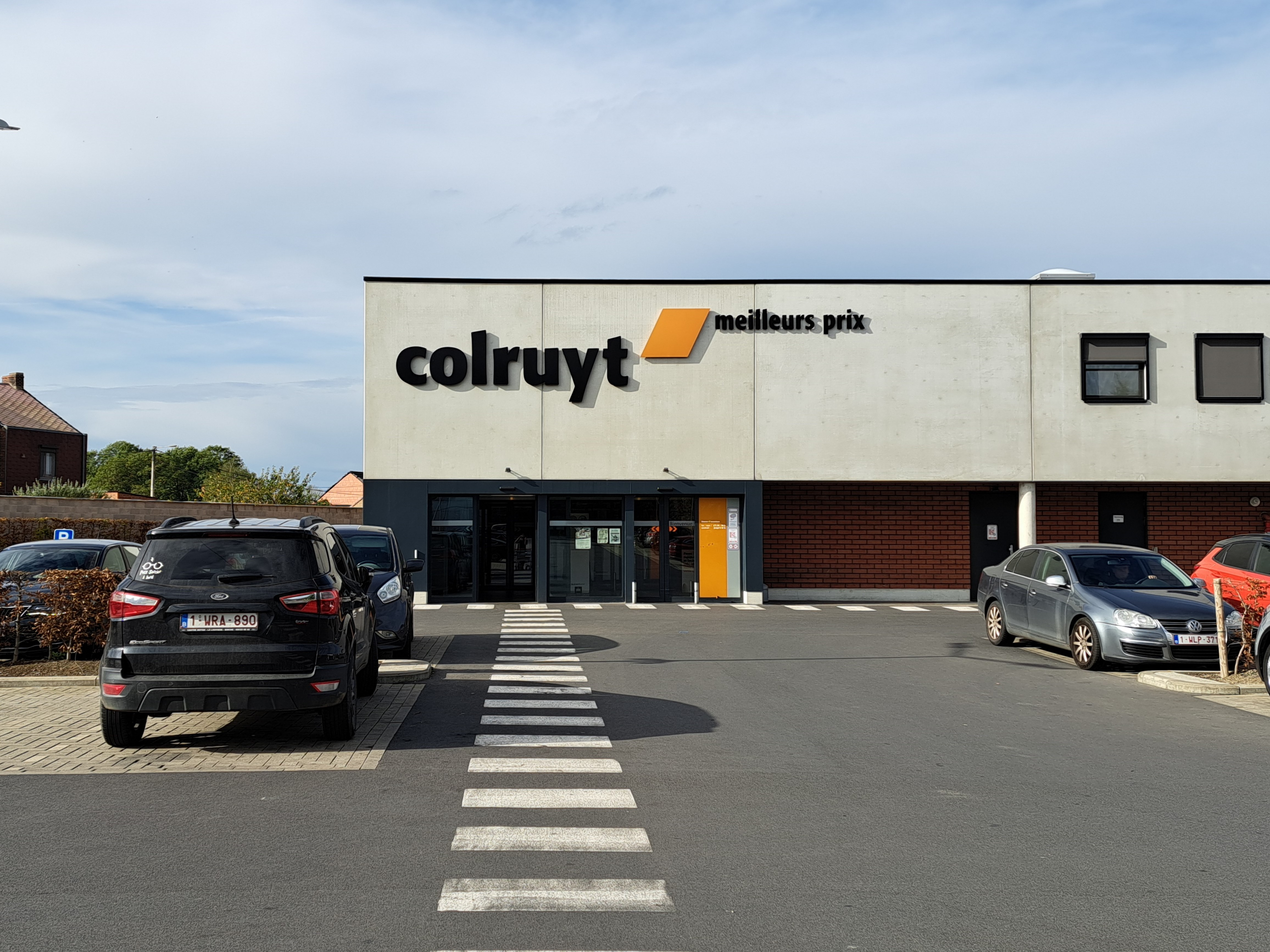
Een Colruyt-supermarkt in Binche

Colruyt Group is een familiebedrijf met ruim 33.000 medewerkers. Het is actief in de detailhandel voor voedingsmiddelen en andere producten in België en daarbuiten. In het gebroken boekjaar 2023-2024 was de omzet 10,9 miljard euro, waarvan 9,8 miljard euro in België en bijna een miljard euro in Frankrijk. Voorts zet de groep ook in op gezondheid – en in de bredere zin algemeen welzijn – met zijn online apotheek Newpharma, fitnessketen Jims en Colruyt Group Academy. Via de holding Virya Energy is Colruyt Group samen met Korys ook actief in de productie van hernieuwbare energie. 
De grootste activiteit is de supermarkt Colruyt, die al 45 jaar actief is. De winkelformules van de groep - Colruyt Laagste Prijzen, Okay en Spar - hebben in België ongeveer een derde van de markt in handen. De detailhandel vertegenwoordigt ongeveer vier vijfde van de totale omzet.
- Bike Republic, speciaalzaak voor fietsen, opgericht in 2010 onder de naam Fiets![3]
- Bio-Planet, opgestart in 2001, een keten van biosupermarkten
- Codifrance
- Collect&Go, de online boodschappendienst van Colruyt Group
- Colruyt Group Academy, een merk dat onder meer workshops, digitale lezingen als tastings aanbiedt.
- Colruyt, een supermarktketen in België ('Colruyt Laagste Prijzen' of 'Colruyt Meilleurs Prix') en Frankrijk ('Colruyt Prix Qualité').
- Colex (Colruyt Export), de exportafdeling van Colruyt Group
- CoMarkt, dit is de keten die Colruyt Group gebruikt om overnames tijdelijk in onder te brengen. [4]
- Cru, een keten van luxueuze versmarkten
- OKay, een keten van buurtsupermarkten
- Retail Partners Colruyt Group: omvat alle activiteiten van Colruyt Group met zelfstandigen. In 2021 ging het om zo'n 385 winkels, de helft Spar Colruyt Group-winkels, de andere helft Alvo, Mini Markets, klein- en groothandelsklanten[5]
- Degrenne Distribution, distributiegroep in Frankrijk (overgenomen in 2023)[6]
- DreamBaby, een winkelketen gespecialiseerd in babyartikelen
- Eoly (vroeger: WE Power), een duurzame-energieproducent
- Jims, fitnessketen
- Newpharma, online apotheek
- Solucious en Culinoa, foodservicebedrijven voor professionele klanten
- Symeta Hybrid, een firma die gespecialiseerd is in print- en documentmanagementoplossingen. De firma ontstond in 2021 uit de fusie van Symeta (deel van Colruyt Group Services) en Joos Hybrid (deel van Group Joos), met behoud van twee productiesites. Symeta ontstond in 2011 uit de fusie van de drukkerij Druco, one-to-one specialist Mitto en de afdelingen reprografie en dematerialisatie van Colruyt Group.
- Fashion Society groepeert drie modewinkels: Zeb, PointCarré en The Fashion Store.[7]

Afgesloten of (deels) verkocht:
- DreamLand, in 2023 kwam de keten van speelgoedwinkels voor 75% in handen van ToyChamp.[8]
- DATS 24, een tankstationnetwerk en sinds november 2020 energieleverancier voor de Belgische markt. In 2023 werd DATS 24 volledig ondergebracht in de energieholding Virya Energy.
- Pro à Pro, het Franse foodservicebedrijf van Colruyt Group. Het bedrijf levert in heel Frankrijk onder andere aan horeca, grootkeukens in ziekenhuizen en bedrijfskantines. Pro à Pro heeft ook vestigingen in Guadeloupe, Martinique, Réunion en Frans-Guyana. Pro à Pro werd in 2016 verkocht aan de Duitse Metro Group.[9]
- Collishop, de webshop van Colruyt Group, stopte in september 2020, maar de naam 'Collishop' wordt wel nog gebruikt voor de afhaalpunten in de Colruyt- en OKay-winkels. Daar kunnen klanten nu pakjes en reservaties afhalen van andere webshops van de groep: Klassewijnen, Dreambaby, MyComfort24 en NewPharma.[10]
- Parkwind bouwt windmolens op zee. In maart 2023 werd bekend dat Virya Energy, de energiedochter van Colruyt Group, Parkwind volledig verkoopt aan het Japanse energiebedrijf JERA. Met deze verkoop is 1,55 miljard euro gemoeid.[11]

Aantal winkels:
- Colruyt: 255 in België (maart 2024), 6 in Luxemburg (maart 2024) en 95 in Frankrijk (2023)[12][13]
- CoMarkt: 40 in België
- Cru: 4 markten (maart 2024)
- Bio-Planet: 35 in België, 1 in Luxemburg (maart 2024)
- Spar Colruyt Group: 215 in België (maart 2024)
- Bike Republic: 29 (maart 2024)
- OKay: 146 Okay, 20 Okay City, 3 Okay Direct (maart 2024)
- The Fashion Society: 130 winkels in België, Luxemburg en Frankrijk

## Geschiedenis
De eerste stappen van de Colruyt-winkels werden gezet in 1928. In 1950 richtte Franz Colruyt de 'Etn. Franz Colruyt NV' op, een groothandel in voeding.
In 1958 werd de leiding van het bedrijf overgenomen door Jo Colruyt en zijn broers, de zonen van Franz Colruyt. Geleidelijk aan ontstaan er andere afdelingen: nv Druco (drukkerij van het bedrijf) in 1979, Dolmen Computer Applications (IT-afdeling) in 1982, Vlevico (vleesverwerkend bedrijf) in 1984. In 1994 overlijdt Jo Colruyt en wordt hij opgevolgd door zijn zoon Jef Colruyt.
In 1996 worden de eerste stappen gezet in het buitenland: in Frankrijk. De aandelen van de Franse distributiegroep Ripotot worden overgenomen. In het volgende decennium worden er andere winkelformules opgericht: buurtwinkels OKay, de biowinkel Bio-Planet, de babyspecialist DreamBaby enz. Het familiebedrijf is nu niet langer een keten van winkels, maar een groep.
Sinds 1 september 2012 was de leiding verdeeld tussen Jef Colruyt en Frans Colruyt, de neef van Jef. Frans was sindsdien chief operations officer retail (verantwoordelijk voor het retailmanagement), terwijl Jef CEO bleef en zich toespitste op de niet-retail- en ondersteunende activiteiten. 
In 2023 nam Stefan Goethaert, voordien COO van de groep, de fakkel van Jef Colruyt over en veranderde de vennootschapsnaam van 'Etablissementen Franz Colruyt NV' naar 'Colruyt Group NV'.
In september 2023 werd de overname van 57 Match en Smatch winkels in België aangekondigd. Colruyt Group zal het tijdelijk openhouden onder de naam 'CoMarkt' om intussen te bepalen welke definitieve winkelformule (Colruyt, Okay, Bio-Planet etc.) het meest geschikt is en de winkels vervolgens volgens dat winkelconcept om te bouwen. In april 2024 gaf de Belgische Mededingingsautoriteit toestemming voor de overname en kwamen 54 winkels, ruim 950 medewerkers en een omzet van bijna 300 miljoen euro per jaar bij de groep. 
In 2024 nam Colruyt Group alle aandelen van Delitraiteur, de maaltijdwinkelketen van de Louis Delhaize Group, over. Deze overname stelt Colruyt in staat om zijn aanbod aan gemaksvoedsel verder uit te breiden en in te spelen op de groeiende vraag naar makkelijke en gezonde maaltijden. Delitraiteur exploiteert 40 winkels in België en één in Luxemburg, waarvan de meeste worden beheerd door zelfstandige ondernemers. De merknaam en het franchiseconcept blijven behouden.

## Economisch
Het bedrijf heeft een gebroken boekjaar dat loopt van 1 april tot en met 31 maart. De zeer hoge nettowinst in het boekjaar 2023-2024 was het gevolg van de verkoop van Parkwind door Virya Energy NV aan JERA Co. Inc. De finale prijs bedroeg ongeveer 1,6 miljard euro en dit leidde tot een eenmalig positief effect van 678 miljoen euro op het nettoresultaat van Colruyt Group.
| Boekjaar  | Omzet (×€ miljard) | EBIT (×€ miljoen) | Netto- resultaat (×€ miljoen) | Werknemers |
| --------- | ------------------ | ----------------- | ----------------------------- | ---------- |
| 2005-2006 | 4,78               |                   |                               | 16.599     |
| 2006-2007 | 5,21               |                   |                               | 17.329     |
| 2007-2008 | 5,67               |                   |                               | 18.870     |
| 2008-2009 | 6,26               |                   |                               | 20.785     |
| 2009-2010 | 6,75               |                   |                               | 20.566     |
| 2010-2011 | 7,28               |                   |                               | 24.119     |
| 2011-2012 | 7,84               |                   |                               | 25.205     |
| 2012-2013 | 8,31               |                   |                               | 25.775     |
| 2013-2014 | 8,65               | 488               | 350                           | 27.049     |
| 2014-2015 | 8,92               | 495               | 363                           | 28.117     |
| 2015-2016 | 9,18               | 507               | 366                           | 29.683     |
| 2016-2017 | 9,49               | 493               | 383                           | 29.255     |
| 2017-2018 | 9,03               | 488               | 374                           | 29.388     |
| 2018-2019 | 9,43               | 485               | 384                           | 29.903     |
| 2019-2020 | 9,58               | 511               | 431                           | 30.631     |
| 2020-2021 | 9,93               | 523               | 416                           | 32.945     |
| 2021-2022 | 10,04              | 375               | 288                           | 32.996     |
| 2022-2023 | 10,82              | 279               | 201                           | 33.384     |
| 2023-2024 | 10,85              | 470               | 1051                          | 33.575     |

NV Colruyt heeft sinds 1977 een notering aan de Euronext Brussels en was tot 2023 opgenomen in de Bel20-index.

## Typische kenmerken

### Eigen voedselproductie
Heel veel eigenmerkproducten die in Colruyt-, OKay- en Spar-winkels liggen, komen van productieafdelingen van Colruyt Group Fine Food. Door de eigen productie kan Colruyt Group kostenefficiënt werken. De vleesverwerking ('Fine Food Meat', vroeger 'Vlevico') is de grootste activiteit, maar verder heeft Fine Food ook een afdeling voor smeersalades, een koffiebranderij, een wijnbottelarij, een kaasverwerkende afdeling en een bakkerij. Fine Food telt meer dan duizend vaste medewerkers op negen productiesites.

### Boni Selection

Een bioproduct uit het Boni-gamma

Boni Selection, het huismerk van Colruyt Group, werd in mei 2013 gelanceerd voor alle eigenmerkproducten die tot dan een verschillende naam kregen. Enkel eigen wijnbotteling, koffie (Graindor) en uiteraard streekbieren specifiek bestemd voor Colruyt kregen de naam Boni Selection niet. Ook non-food producten kregen de merknaam Boni Selection niet, en worden verkocht onder het merk Kangourou. Tegenwoordig bestaan er ruim 3.500 Boni Selection-producten die te verkrijgen zijn bij Colruy, Okay, Spar Colruyt Group, Alvo, Bio-Planet en Solucious. Het 'witte' merkproduct is Everyday.

### Werkvereenvoudiging
In de jaren 1930 richt Franz Colruyt zich op intensieve werkvereenvoudiging en massaproductie, naar het voorbeeld van het Amerikaanse Ford-model. Dit is vooral om kosten te besparen. Werkvereenvoudiging wordt verder ontwikkeld door Jo Colruyt, die in 1948 naar de Verenigde Staten trok om een cursus werkvereenvoudiging bij te wonen. Dit evolueerde in een houding van: alles kan altijd beter, en iedereen kan meedoen aan werkvereenvoudiging. Personeelsleden werden en worden nog steeds gevraagd om hun tips door te geven over hoe het beter, sneller of veiliger kan. Meer dan 60 mensen werken in de dienst werkvereenvoudiging van Colruyt Group.

### Efficiënte distributie
Bij Colruyt Group doet men heel wat zaken zelf, met aandacht voor kostenefficiëntie. Centrale voorraden en efficiënte distributie helpen daarbij, maar ook automatisering speelt een grote rol. In 2004 werd er bijvoorbeeld een volledig automatische orderpicker geïnstalleerd voor groenten en fruit in een van de distributiecentra. De groep heeft ook een sterk geautomatiseerd herbevoorradingssysteem. Dit betekent bijvoorbeeld dat de efficiëntste maximale lading per vrachtwagen wordt berekend, in combinatie met een uitgekiende routeplanning. Dit bespaart 5,5 miljoen vrachtwagenkilometers per jaar.

### Eoly: duurzame energie
Eoly is de partner van Colruyt Group voor duurzame energie. Eoly Energy zet vooral in op windenergie, grootschalige zonne-energie en groene waterstof. Het beheert meer dan 20 onshore windturbines, waarvan 3 in eigendom van Eoly Coöperatie, en werkt aan de ontwikkeling van heel wat nieuwe turbines op het Belgische vasteland. Er lopen ook diverse onderzoeksprogramma’s voor de productie en toepassing van groene waterstof. Eoly Energy is 100% eigendom van Virya Energy. Virya Energy is voor 59,94% eigendom van Colruyt Group, de andere aandeelhouder is Korys. Op 25 maart 2024 heeft Colruyt Group een deel van zijn participatie in Virya Energy verkocht aan Korys. Hierdoor daalde het belang van Colruyt Group in Virya Energy naar 30% en het belang van Korys is gestegen naar 70%.

## Mijlpalen
- 1960: aankoop van IBM 360-20 om de beroemde ponskaarten te verwerken als eerste supermarkt in België.
- 1971: DATS 24 is het eerste 24 uur-tankstation zonder bediening in België.
- 1987: eerste bedrijf in België dat 'full scanning' gebruikt, een barcode op het product om de herbevoorrading, stockbeheer en bestellingen te automatiseren.
- 1996: Colruyt trekt voor het eerst de grens over naar Frankrijk.
- 1999: voedselveiligheid tijdens de dioxinecrisis. Colruyt was de eerste die lastenboeken opstelde met eisen voor leveranciers, die later ook door andere distributeurs werden gebruikt.
- 2000: Colruyt Group pioniert met de eerste afhaalservice in België: Collect&Go.
- 2007: met de groei van de firma en de verdere diversifiëring ontstaat de behoefte aan een groepsniveau: 'Colruyt Group' ziet het licht.
- 2016: Colruyt Group wordt ambassadeur van de ‘sustainable development goals’ van de Verenigde Naties.
- 2021: lancering van de Eco-score als eerste Belgische retailer.
- 2023: Colruyt Group neemt een participatie in het digitaal gezondheidsplatform yoboo.